# Rändajad
«Rändajad» (traducible al español como: Nómadas o Viajeros), es una canción de la banda estonia Urban Symphony, compuesta por Sven Lõhmus, representó a Estonia en el Festival de la Canción de Eurovisión 2009 en Moscú, Rusia.
La canción compitió en la segunda semifinal el 14 de mayo de 2009, Estonia ganó un lugar en la final por primera vez desde la introducción de semifinales. En la final el 16 de mayo de 2009, la canción ocupó el sexto lugar con 129 puntos, siendo el mejor resultado de Estonia desde la canción "Runaway" de Anna Sahlene en 2002, regresando a los buenos resultados después de tener seis años de peores resultados.
"Rändajad" cuenta la historia de nunca acabar de los viajes nómadas a través de las arenas del desierto. La canción puede ser tomada como una metáfora de la vida y Urban Symphony, liderada por la cantante Sandra Nurmsalu señalaron: "todos somos viajeros". La música combina sonidos eléctricos con el violín, viola y chelo.
El cantautor Sven Lõhmus también escribió la canción de Estonia en Festival de la Canción de Eurovisión 2005, "Let's get loud" de Suntribe.

## Lista de pistas

### Descarga digital
1. Rändajad (Eurovision version) - 3:03
2. Rändajad (Club Mix) - 3:56
3. Rändajad (Club Mix Extended) - 5:10
4. Rändajad (Acoustic version) - 2:40

### Sencillo en CD
1. Rändajad (Radio Version) - 2:59
2. Rändajad (Lazy Drumbeat Mix) - 4:04

## Mejores posiciones
| Listas (2009)                 | Posición |
| ----------------------------- | -------- |
| Estonian Singles Chart        | 3        |
| Finnish Singles Chart         | 10       |
| Greek Billboard Singles Chart | 8        |
| Swedish Singles Chart         | 14       |
| Swiss Singles Chart           | 86       |
| UK Singles Chart              | 117      |